# Bandiera di Dorbod
La bandiera di Dorbod (四子王旗S) è una bandiera della Mongolia Interna, regione autonoma della Cina. Essa è amministrata dalla prefettura di Ulaan Chab.